# 観光農園の一覧
観光農園の一覧(かんこうのうえんのいちらん)は、ウィキペディアに記事がある日本の観光農園の一覧である。

## 地方別

### 北海道
- 花畑牧場
- 秩父別町観光体験牧場 めぇーめぇーランド

### 東北地方
- 小岩井農場
- 郡山石筵ふれあい牧場
- 岩瀬牧場

### 関東地方
- 南ヶ丘牧場
- 千本松牧場
- 浅原体験村
- 成田ゆめ牧場
- マザー牧場
- 石田観光農園

### 中部地方
- 南アルプス完熟農園 - 閉園
- 森の畑 信州ブルーベリー観光農園
- 大王わさび農場
- アロエランド
- まかいの牧場
- くりの木ランチ
- 南知多グリーンバレイ - 園内に観光農園がある。

### 近畿地方
- 伊賀の里モクモク手づくりファーム
- ウエストパーク松阪
- 五桂池ふるさと村

### 中国地方
- きららオーガニックライフ
- 黒瀬農園香山ラベンダーの丘
- 世羅高原農場
- 世羅幸水農園
- せらブルーベリーガーデン
- 世羅向井農園
- 世羅大豊農園
- フラワーパークせらふじ園
- ラ・スカイファーム
- 石原果樹園

### 四国地方
- 西島園芸団地

### 九州地方
- 三瀬ルベール牧場 どんぐり村
- 農園ガーデン空